# PD길라잡이
《PD 길라잡이》는 박건삼이 지은 책이다. 방송 프로듀서의 정의, 프로듀서가 하는 일, 프로듀서의 역할, 준비 방법이 나와 있다.

## 저자
박건상은 한국외국어대학교 대학원 정치외교학과를 졸업하였다. 1971년 서울신문 기자, 1973년 KBS 공채1기 프로듀서로 활동하였다. MBC 기획특집부장, SBS 라디오 국장, 세종문화회관 이사를 거쳤고, 현재는 방송인·시인으로 활동하고 있다. 그의 대표적인 저서는 《지천명에도 사랑이 흔들린다》, 《흔들리는 것이 바람 탓만은 아니다》, 《붉은 사과나무와 추억》, 《가끔은 향기나는 사람이 그립습니다》가 있다.

## 내용
책은 대한민국에서 방송 프로듀서라는 직업이 어떻게 발전해 왔는지 제시하고 있다. 이어서 프로듀서의 자질, 사회적 역할에 대한 내용이 나온다. 책의 후반부에는 프로듀서를 준비하는 지망생들을 위한 시험공부 방법, 필기 시험 준비 방법, 최신 방송·상식·시사용어가 나온다.